# Paolino Ambrosino
Paolino Ambrosino (Nettuno, 17 febbraio 1989) è un giocatore di baseball italiano.

## Carriera

### Club
La sua carriera si è svolta interamente all'interno del Nettuno Baseball Club.
Nel 2003 va a farsi le ossa nel Nettuno II, seconda squadra impegnata in Serie A2, per poi passare in prima squadra nel 2005. Il debutto in Serie A1 arrivò comunque un anno più tardi, nel 2006.
Nel 2014 si trasferisce, insieme ai compagni Riccardo De Santis e Alessandro Grimaudo, da Nettuno alla Fortitudo Baseball Bologna. Nell'ottobre 2016 diverrà il primo giocatore italiano a militare nel campionato del Nicaragua, con l'ingaggio da parte dei Tigres de Chinandega impegnati nella locale stagione invernale.
Torna a giocare a Nettuno nel 2018, sponda Città di Nettuno.
Nel 2019 torna in Emilia ma per aggregarsi al Castenaso Baseball, squadra appena ritornata in Serie A1 a 34 anni dall'ultima presenza del club nella massima serie.
Nel 2020 invece scende in Serie A2 per tornare a giocare per una formazione nettunese, nello specifico il Nettuno Baseball Club 1945. Rimane anche l'anno successivo, trascorso in Serie A.
In vista della stagione 2022 si trasferisce al BBC Grosseto, altra società della massima serie.

### Nazionale
Ambrosino fa parte della Nazionale maggiore a partire dall'Europeo 2010, edizione vinta dagli azzurri così come quella del 2012, anche in questo caso con il nettunese in rosa.

## Palmarès

### Club
- Campionati italiani: 2

Bologna: 2014, 2016
- Coppa Italia: 3

Nettuno: 2011
Bologna: 2015, 2017
- European Cup: 2

Nettuno: 2008, 2009

### Nazionale
- Campionati europei: 2

Italia: 2010, 2012